# مقياس الوعي
مقياس الوعي AVPU (اختصار من «التنبيه alert ، الصوت voice، الألم pain، عدم الاستجابة unresponsive») هو نظام يستطيع من خلاله افراد الرعاية الصحية قياس وتسجيل مستوى وعي المريض.
إنه تبسيط مقياس غلاسكو للغيبوبة (Glasgow Coma Scale)، الذي يقيّم استجابة المريض في ثلاثة مقاييس: حركة العين، الكلام والمهارات الحركية. يجب تقييم مقياس AVPU باستخدام هذه الصفات الثلاثة المحددة، بحثًا عن أفضل استجابة لكل منها.

## معني الاختصار AVPU
يحتوي مقياس AVPU على أربعة نتائج ممكنة للتسجيل (في مقابل 13 نتيجة ممكنة على مقياس غلاسكو للغيبوبة). يجب أن يعمل المقيم دائمًا من الأفضل (A) إلى الأسوأ (U) لتجنب الاختبارات غير الضرورية على المرضى الواعين بشكل واضح. النتائج الأربعة الممكنة القابلة للتسجيل هي:
- منتبه: وهو مقياس يعطى للمريض حين يكون منتبه ويعي ما حوله (حتى ولو كان المريض مشوشا). هذا المريض سيكون لديه عيون مفتوحة بشكل عفوي، وسوف يستجيب للصوت (على الرغم من أنه قد يكون مرتبكًا) وسيكون لديه وظيفة حركية جسدية.
- لفظي: يقدم المريض نوعًا من الاستجابة عند التحدث إليه، والذي يمكن أن يكون في أي من المقاييس الثلاثة المكونة للعين أو الصوت أو الحركة- على سبيل المثال، يفتح المريض عينه عند سؤاله «هل أنت بخير؟» قد تكون الاستجابة قليلة مثل اطلاق نوع من الشخير، أو الأنين، أو التحرّك الطفيف لأحد الأطراف عندما يُطلب منه ذلك.
- الألم: يقوم المريض بالرد بأي من المقاييس الثلاثة عند الشعور بالألم، مثل فرك عظمة القص أو مثل الضغط على الأصابع. قد يستجيب المريض المصاب بمستوى معين من الوعي (وهو مريض واعي تمامًا لا يحتاج إلى منبه) باستخدام صوته أو تحريكه أو تحريك جزء من جسمه (بما في ذلك وضعه غير الطبيعي).
- غير مستجيب: أحيانًا ما يُنظَر إليه على أنه «غير واع»، يتم تسجيل هذه النتيجة إذا لم يعط المريض أي استجابة للعين أو الصوت أو الحركة للصوت أو الألم.

في الإسعافات الأولية، تعتبر درجة  أقل من A في مقياس AVPU  في كثير من الأحيان مؤشرا أن المريض يحتاج إلى المزيد من المساعدة، حيث انه من المرجح أن يكون المريض في حاجة إلى رعاية أكثر تحديدا. في المستشفى أو مرافق الرعاية الصحية على المدى الطويل. عند بعض الحالات قد يعتبر مقدمو الرعاية في أن نسبة AVPU أقل من A هي خط الأساس الطبيعي للمريض.
في بعض بروتوكولات الخدمات الطبية الطارئة، يمكن تقسيم درجة منتبه إلى اربع درجات فرعية من 1 إلى 4، حيث تتوافق الارقام 1 و 2 و 3 و 4 مع سمات معينة، مثل التعرف على  الوقت، الاشخاص، المكان، والحدث. على سبيل المثال، قد يُنظر إلى مريض في حالة انتباه كامل  بدرجة منتبه x 4" إذا كان يمكنه تحديد الوقت واسمه وأسماء مرافقيه وموقعه والحدث بشكل صحيح.
مقياس AVPU غير مناسب للمراقبة العصبية طويلة المدى للمريض؛ في هذه الحالة، مقياس غيبوبة غلاسكو أكثر ملاءمة.

## القيود والعيوب
كما ذكر أعلاه، لا ينبغي أن تستخدم لفترة طويلة من متابعة الحالة العصبية.

## مقارنة مع انظمة التصنيف الأخرى
مقارنة بمقياس غيبوبة غلاسكو يعتبر مقياس AVPU مساوياً للارقام التالية:
- منتبه: 15 درجة
- استجابة صوتية: 12 درجة
- استجابة للألم: 8 درجات
- غير مستجيب: 3 درجات